# Polieukt (Piaskowski)
Polieukt, imię świeckie Piotr Timofiejewicz Piaskowski (ur. 1817, zm. 25 marca?/7 kwietnia 1906 w Moskwie) – rosyjski biskup prawosławny.

## Życiorys
Był synem kapłana prawosławnego Gubernii mohylewskiej. Po ukończeniu seminarium duchownego w Mohylewie 5 marca 1844 został wyświęcony na kapłana jako mężczyzna żonaty. Krótko potem zmarła jego żona.
Z okazji swego wdowieństwa trafił do Mohylewski biskupski dom i 21 grudnia 1847 roku został postrzyżony na mnicha z imieniem Piotr.
Dwa lata później podjął studia teologiczne na Petersburskiej Akademii Duchownej; ukończył je w 1853. W tym samym roku został przełożonym monasteru Trójcy Świętej w Wielkich Łukach i nadzorcą miejscowej szkoły duchownej. Trzy lata później uzyskał stopień magistra teologii. W 1860 otrzymał godność archimandryty i został przełożonym monasteru św. Eleazara Pskowskiego. Dwa lata później został rektorem seminarium duchownego w Wołogdzie, jednak pełnił urząd tylko przez rok. W latach 1863–1864 był przełożonym monasteru Przemienienia Pańskiego na Wyspie Kamiennej. W 1864 ponownie został rektorem seminarium wołogodzkiego i pozostał na stanowisku przez trzy lata, tradycyjnie łącząc je z obowiązkami przełożonego monasteru św. Dymitra Priłuckiego w Wołogdzie.
W 1867 został przełożonym Monasteru Markowskiego. Po sześciu latach przeniesiono go na analogiczny urząd w monasterze Przemienienia Pańskiego w Bielowsku. Następnie od 1874 do 1877 kierował monasterem w Mścisławiu, od 1877 do 1881 – monasteru Matki Bożej w Bielecku, od 1881 do 1886 – monasterem św. Jana Chrzciciela w Trieguleju, od 1886 do 1894 – monasteru Trójcy Świętej w Lebiedinsku i od 1894 do 1895 – monasteru Opieki Matki Bożej w Astrachaniu.
11 czerwca 1895 w soborze Trójcy Świętej w Ławrze Aleksandra Newskiego został wyświęcony na wikariusza eparchii riazańskiej z tytułem biskupa michajłowskiego. W 1900 objął katedrę riazańską. Został przeniesiony w stan spoczynku dwa lata później. Początkowo przebywał w monasterze św. Mikołaja w Radowicach, następnie w moskiewskim Monasterze Nowospasskim. Tam też zmarł.